# Estação Ferroviária de Moscavide
A Estação Ferroviária de Moscavide é uma estação da Linha do Norte situada na atual freguesia de Moscavide e Portela, no município de Loures, em Portugal.

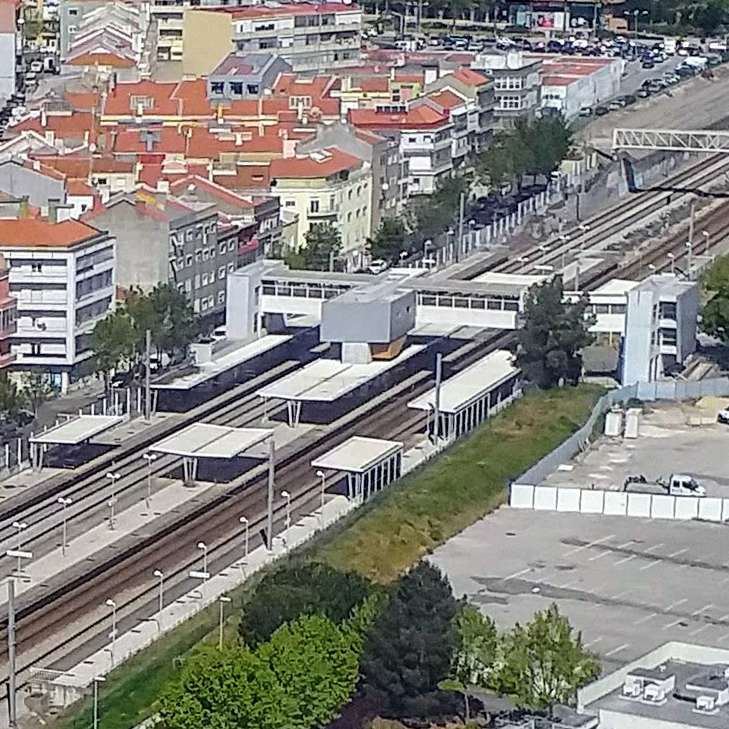
Vista geral da Estação de Moscavide em 2020.

## Descrição

### Localização e acessos
A estação situa-se junto à Rua dos Combatentes da Grande Guerra, em Moscavide e junto à Rua de Moscavide, Parque das Nações, em Lisboa. Apesar da distância entre este local e as paragens de autocarro mais próximas (Avenida de Moscavide, a 230 m; desnível acumulado de +6−0 m), esta estação é frequentemente apresentada pela C.P. como intermodal ou de transbordo.

### Serviços
Moscavide servida exclusivamente por serviços urbanos de passageiros USGL, nomeadamente as denominadas “linhas” de Sintra e da Azambuja.[carece de fontes?]

## História

### Antecedentes
Esta interface faz parte do lanço da Linha do Norte entre Lisboa-Santa Apolónia e o Carregado, que foi inaugurado no dia 28 de Outubro de 1856 pela Companhia Central e Peninsular dos Caminhos de Ferro em Portugal, posteriormente substituída pela Companhia Real dos Caminhos de Ferro Portugueses. Apesar da linha férrea passar a poente da povoação de Moscavide, não a servia directamente por não existir aqui estação ou apeadeiro.

### Século XX
Um diploma de 9 de Janeiro de 1913 do Ministério das Obras Públicas e Comunicações, aprovou um projecto de aviso ao público da C.P. relativo à abertura de vários novos apeadeiros, incluindo o de Moscavide, situado ao PK 7+650 da via férrea, sendo este lanço considerado então como parte da “Linha do Leste” (= Linha do Norte). Em 1935, a Companhia dos Caminhos de Ferro Portugueses construiu várias plataformas no apeadeiro de Moscavide.

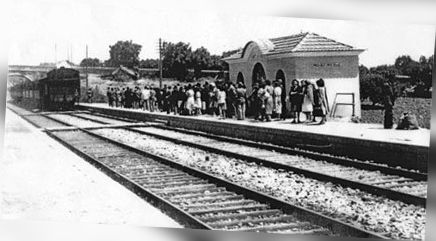
Apeadeiro de Moscavide, já com abrigo nos anos 1950

Em 1940, uma das principais aspirações da população de Moscavide era a instalação de uma marquise no apeadeiro. Também em 1940 teve lugar a Exposição do Mundo Português, tendo a C.P. criado vários comboios especiais desde Sacavém até Belém, que paravam em Moscavide.
Um despacho da Direcção Geral de Caminhos de Ferro, publicado no Diário do Governo n.º 82, II Série, de 9 de Abril de 1948, aprovou um projecto da C.P. para aditamento ao indicador geral do serviço que prestavam as gares ferroviárias, no sentido de estabelecer a venda permanente de bilhetes no apeadeiro de Moscavide, então situado ao PK 7+614 da “Linha do Leste”. (= Linha do Norte). O edifício de passageiros, entretanto construído, situava-se do lado nascente da via (lado direito do sentido ascendente, para Campanhã).

### Século XXI
No âmbito da reformulação ferroviária local, com a construção da Gare do Oriente e extinção do Linha de Sacavém, uma nova estação de Moscavide entrou ao serviço em 17 de Dezembro de 2003, agora situada no PK 7+644.

Em 2012, com a criação da freguesia do Parque das Nações, passou a fronteira municipal entre Lisboa, a poente, e Loures, a nascente, a ser constituída pelo eixo da via férrea, ficando a estação virtualmente partilhada pelos dois concelhos, com repercussões também tarifárias.